# Sympiesis pustacola
Sympiesis pustacola is een vliesvleugelig insect uit de familie Eulophidae. De wetenschappelijke naam is voor het eerst geldig gepubliceerd in 1976 door Szelényi.